# 中华人民共和国战略石油储备

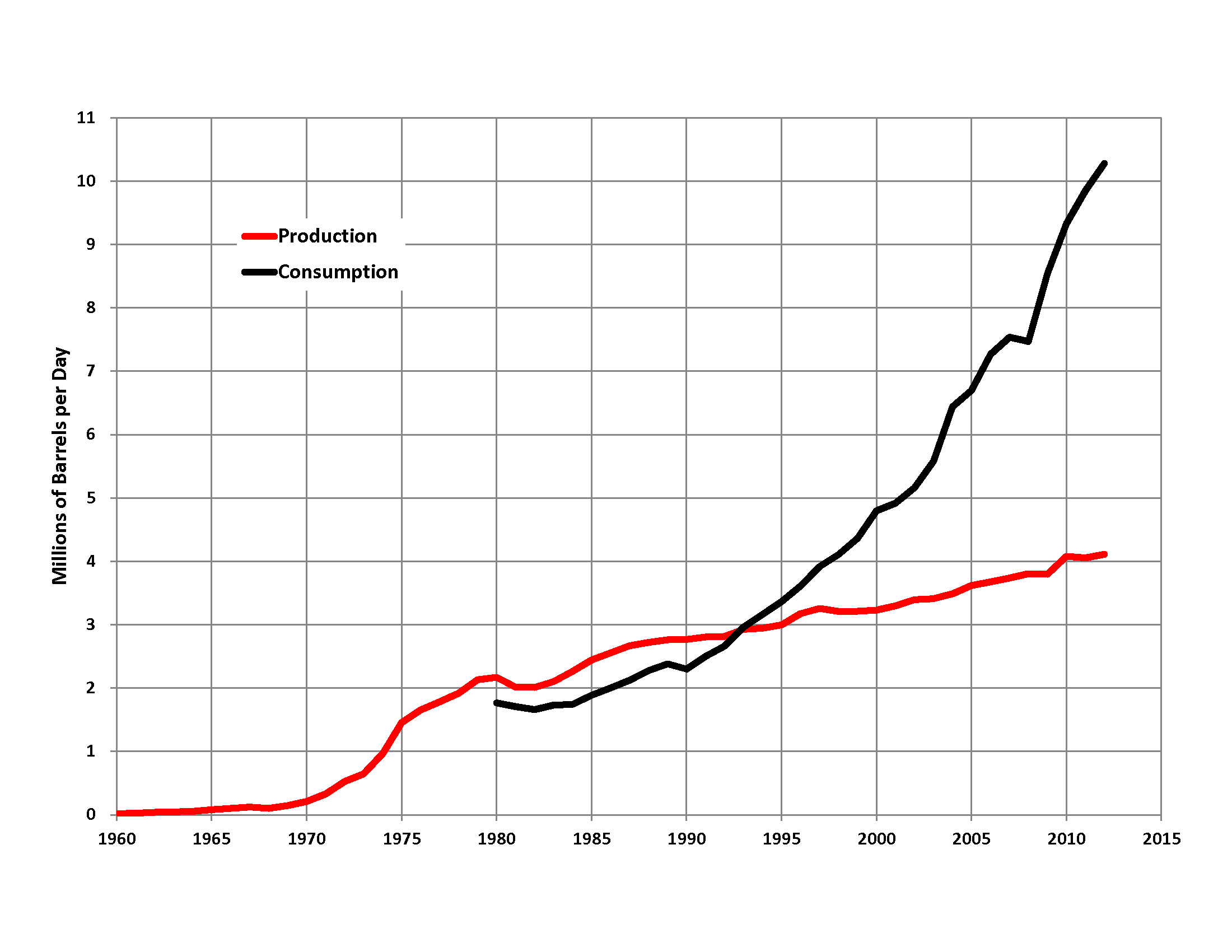
中华人民共和国石油生產與消耗量

主產油區

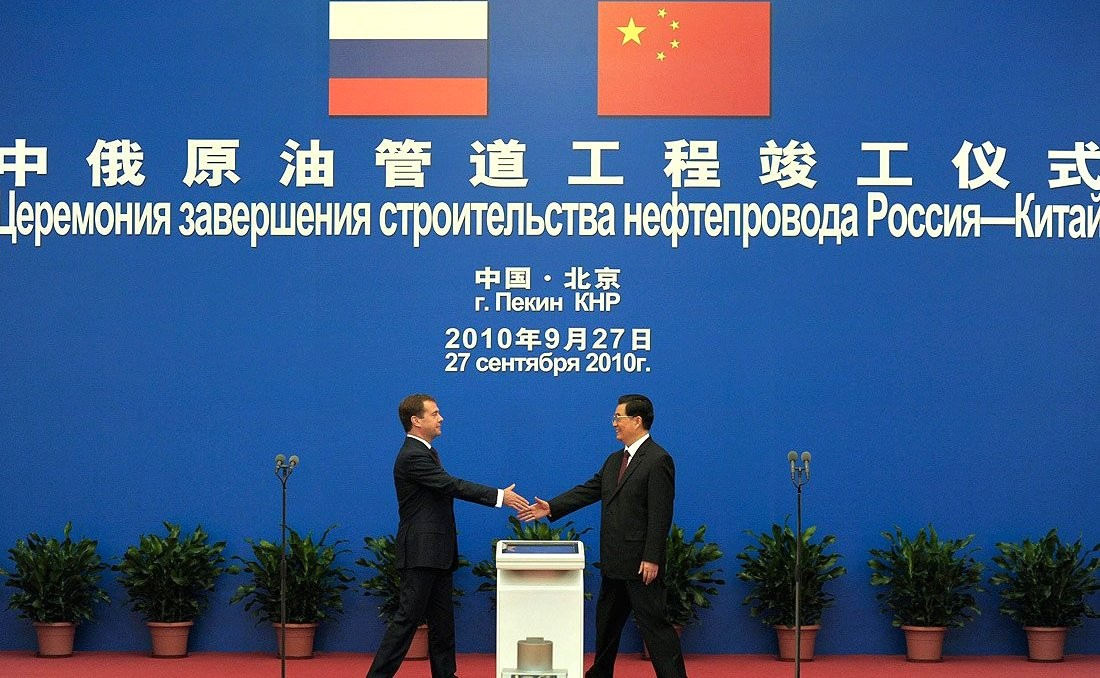
2010年中俄油管竣工

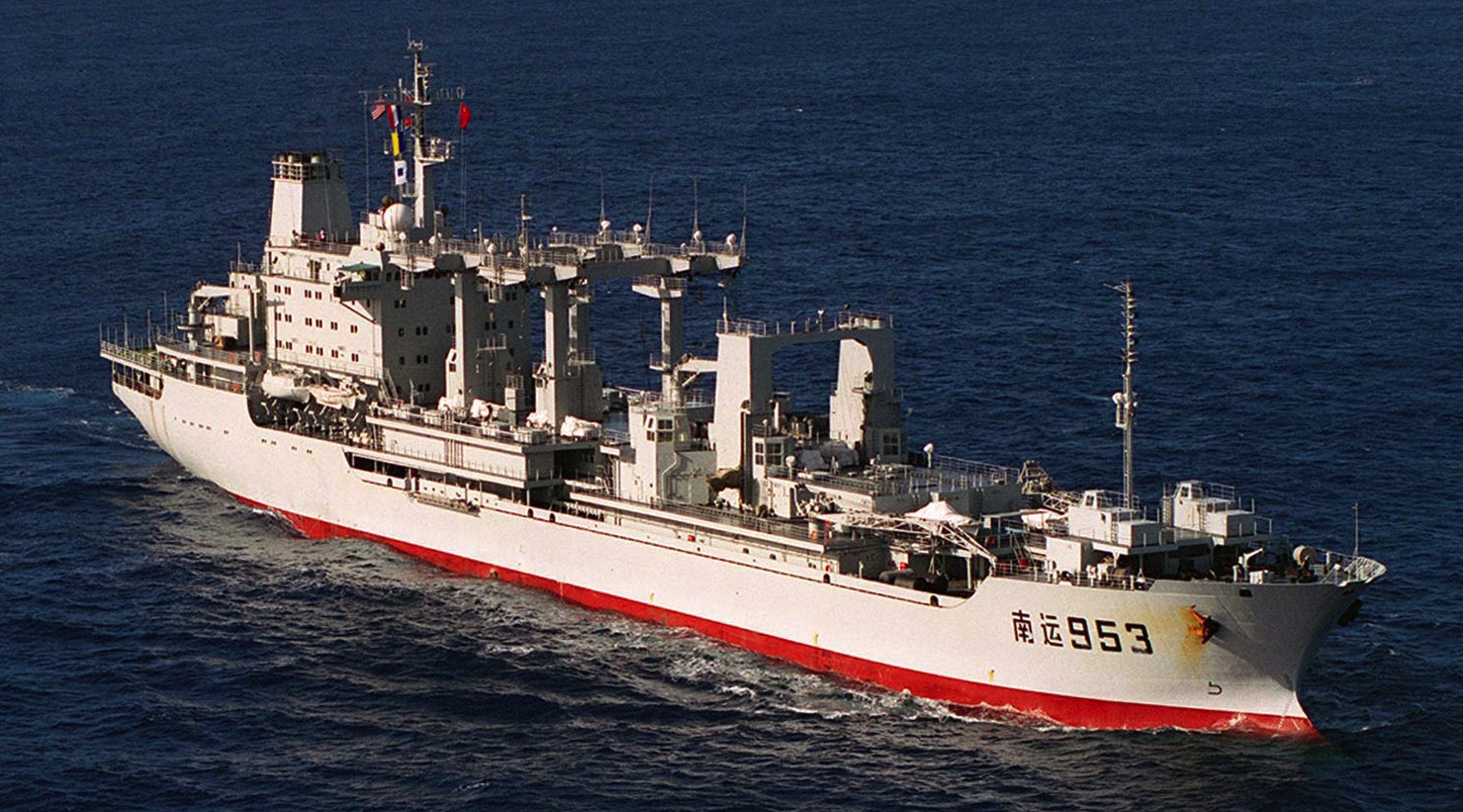
南運953軍用運油船

中华人民共和国战略石油储备可简称为中国战备储油或中国石油储备等，是指中华人民共和国建立国家战略石油储备的情况，截至2008年，中国拥有相当于该国10天净进口量的石油储备能力，隨著油庫開工與戰略夥伴合作，计划到2020年达到相当于该国90天的石油净进口量的储备能力。据国家发改委规划，计划用15年时间分三期，完成共7000万立方米的石油战略储备建设。至2017年年中，中国建成舟山、舟山扩建、镇海、大连、黄岛、独山子、兰州、天津及黄岛国家石油储备洞库共9个国家石油储备基地，利用上述储备库及部分社会企业库容，储备原油3773万吨。刘孟凯介绍，（截至2019年）中华人民共和国的战略石油储备大致相当于80天的需求量，而今后的目标是至少达到90天。

## 概念与背景
石油是一種重要的能源，具有很关键的战略价值。国家战略石油储备是政府进行经济调控及应对战争、自然灾害、经济危机、世界石油价格的大幅波动等突发事件的重要战略物质手段，具有调节市场供求和市场价格，满足石油在供应中断时的应急需求的作用。对于主权国家的安全、国民经济的发展具有保障和缓冲的作用，也是综合国力的重要指标之一。战备储油还具有后备基金或保险基金的性质。从20世纪以来，世界发达国家都积极建立国家级战略石油储备，其中日本的石油储备能力在1994年就达到了本国157天消费量。
随着中华人民共和国经济的快速成长，中国的石油需求也急剧增加。到2003年，中国的石油消耗量达到每年2.5亿吨并成为世界第二大石油消费国，其中进口量为9112万吨，石油进口依存度已达到35%。2013年，中国的石油消耗量达到每年4.88亿吨，石油对外依存度达到了57.4%，中国建立国家战略石油储备的需求越来越迫切。业内人士分析认为，中国作为一个石油进口大国，在当前大宗商品市场动荡、地缘政治敏感的时期，战略石油储备是预防石油供应短缺而设置的头道防线；但其真正的作用并非弥补损失的进口量，而在于向市场释放储备油来减轻市场心理压力，抑制油价的上涨。

## 进程与规划

### 一期规划
2003年，有媒体报道中国战备储油计划秘密启动，报道称：2002年下半年，中石化开始在江苏省仪征市进行地质勘探。勘探结束以后，选择了与仪征油库相邻的胥浦镇肖南村，同年7月之后，村民接到通知，将在该村征地三百亩，建国家石油储备库，并成为当地的热点话题，到年底，征地基本完成。报道还称，选择仪征是因为该地靠近多家大型的石油炼化企业，该油库计划总容量200万立方米，总投资超过100亿元人民币。2004年，中国战略石油储备计划正式启动，中国国务院拨出60亿人民币在辽宁大连、山东黄岛、浙江镇海、舟山港建设4个石油储备基地，其中镇海基地规划建设52座储油罐，储备520万立方米石油。黄岛基地规模为320万立方米，建设32台单罐容积为10万立方米的外浮顶原油罐。2008年作为一期中国国储油计划的四个储备基地投入使用，储备总量1640万立方米，约合1400万吨（按照BP统计资料的换算标准，1立方米原油相当于0.8581吨），相当于中国10余天原油进口量，加上国内21天进口量的商用石油储备能力，中国国家战备储油能力达到30天消费量。2006年8月，第一批由俄罗斯进口的300万桶原油被储存在镇海油库，中国的战备储油正式启动。

### 二期和三期规划
中国石油储备的二期和三期规划储量都为2800万吨，且与一期工程不同的是，二期和三期工程将由沿海转向内陆，在战略石油储备项目第二阶段将增加2.45亿桶，二期工程预计2015年完工。2009年，舟山地区获批增加250万立方米的储备容量，作为中国第二期石油储备基地建设计划的一部分，总库容将达到750万立方米；2009年9月独山子石油储备基地开工，规划总规模540万立方米，投资26.5亿元人民币，预计2011年7月建成；天津石油储备基地，该储油基地正在建设中，计划建设包含500万立方米的国家战略石油储备罐和超过500万立方米的商业石油储备罐，总库容1000万立方米，预计可储备超过600万吨以上的石油，有可能成为中国大陆目前规模最大的石油储备基地；2007年11月重庆获准建设国家石油储备库；广东省惠州市的500万立方米的国家储备油库计划也已经的到批准。第三期储备计划的山东日照和黑龙江大庆的石油储备基地已经开始建设。除了常规的地上储油方式之外，中国还将拓展诸如“地下水封洞库”等其他储油方式。截止2019年，中国的石油储备能力已经达到80天的消费量。

## 差距与改善

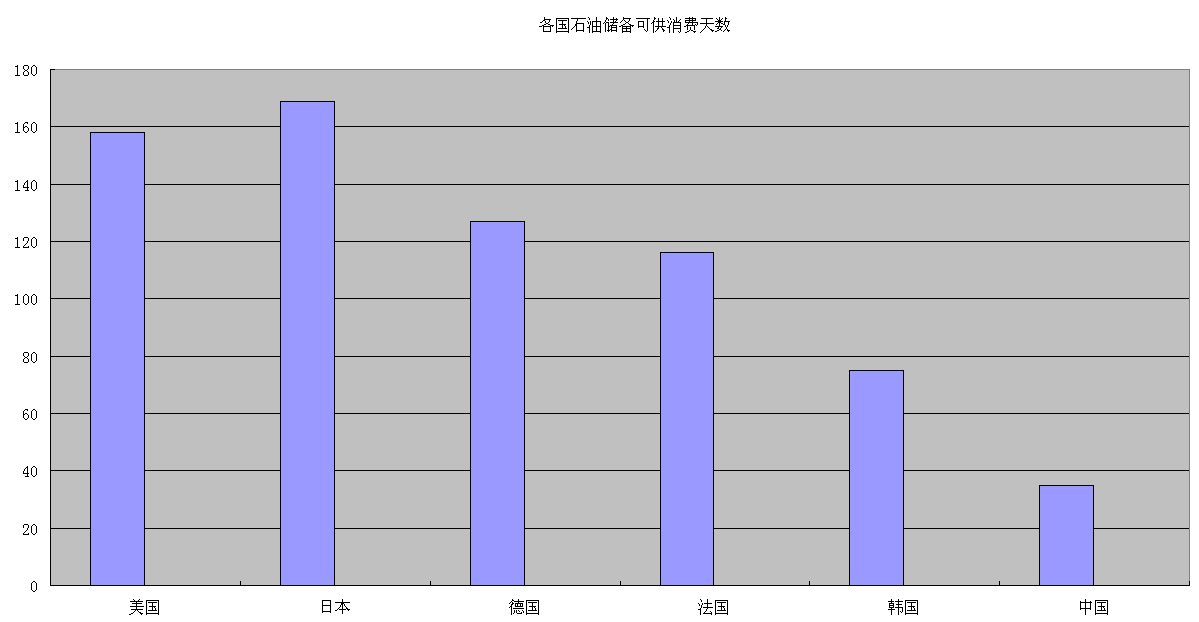
2012年中国石油储备僅可供应35天和发达国家相比较仍有较大差距

然而，尽管中国石油储备建设速度很快，但即使到2020年中国三期石油储备建设计划全部完成，中国的国家战备储油能力也仅为5.03亿桶，相比而言，日本的战略石油储备总容量高达9亿桶，美国则超过20亿桶，不仅如此，中国战备储油大多靠大型的国有企业完成，在工业储备方面落后明显，且在法律的规范等方面也和发达国家有相当差距。中国相关单位也正逐步尝试了境外储油等方法克服这些弱项。2007年12月，中国成立国家石油储备中心以加强战略石油储备的管理建设。而地下储油等储油方式也在积极探索中。2016年5月31日发布的《国家石油储备条例（意见稿）》将国家石油储备分为政府储备石油和企业义务储备石油，用来应对突发事件等引起的石油供应中断或者短缺。